# Tenuto

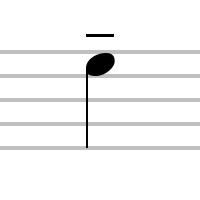
Verbeelding van de tenuto.

Tenuto is een Italiaanse muziekterm die aangeeft dat de noot breed en volledig moet worden gespeeld; men moet de noot zijn volledige waarde geven. De term moet niet worden verward met het accentoteken, dat onderaan de noot staat en dat duidt op het beklemtonen van de noot. Het is derhalve een dynamiekarticulatieteken. Een tenuto-teken wordt wel gecombineerd met een staccatoteken als de benadrukking vergezeld moet gaan van korter spelen.
Mogelijk verwarrend is bij deze notatie dat het teken voor non-legato eveneens als een liggend streepje genoteerd wordt.